# Andira pernambucensis
Andira pernambucensis är en ärtväxtart som beskrevs av Nilza Fischer de Mattos. Andira pernambucensis ingår i släktet Andira och familjen ärtväxter. Inga underarter finns listade i Catalogue of Life.